# Меридж, Эдмунд Элиас
Эдмунд Элиас Меридж (англ. Edmund Elias Merhige, более известен как Э. Элиас Меридж, E. Elias Merhige) — американский режиссёр, сценарист, продюсер и кинооператор.

## Биография
Меридж родился в 1964 году в Бруклине (Нью-Йорк) и обучался киноискусству в Университете штата Нью-Йорк. В 1980-х Меридж снял короткометражные фильмы Implosion (1983), Spring Reign (1984) и A Taste of Youth (1985).
В 1991 году вышла дебютная работа Мериджа «Порождённый» (Begotten). Это был новаторский по исполнению фильм, полный глубокого символизма и напомнивший критикам сюрреалистические картины Бунюэля и Дэвида Линча. В фильме отсутствуют диалоги, а чёрно-белое изображение с трудом позволяет различить детали; Меридж осознанно добивался этого эффекта, перефотографировав каждый кадр с помощью оптической скамьи. По его словам, для каждой минуты экранного времени потребовалось десять часов работы над кадрами. «Порождённый» был восторженно принят на фестивалях, Сьюзен Зонтаг назвала его одним из десяти важнейших фильмов нашего времени, а штатный кинокритик TIME Ричард Корлисс включил его в десятку лучших фильмов года. 
«Порождённый» привлёк внимание музыканта Мэрилина Мэнсона, который предложил Мериджу снять видеоклип на песню «Antichrist Superstar» с одноимённого альбома (1996). В следующем году Меридж создал клип и для песни «Cryptorchid». В 2000 году Меридж снял триллер «Тень вампира» о Фридрихе Мурнау и съёмках его классической картины «Носферату. Симфония ужаса». По словам Мериджа, продюсировший фильм Николас Кейдж предложил ему работу, посмотрев «Порождённого». Фильм был высоко оценён критикой за удачное сочетание ужаса и абсурда. Снятый в 2004 году триллер «Охотник на убийц» с Аароном Экхартом и Кэрри-Энн Мосс был менее удачным. Роджер Эберт, высоко ценящий Мериджа за «зрительное восприятие и способность создать напряжение там, где его не должно быть», охарактеризовал фильм как слишком сложный и запутанный.

## Фильмография

#### Полнометражные
- Порождённый (1991)
- Тень вампира (2000)
- Охотник на убийц (2004)

#### Короткометражные
- Implosion (1983)
- Spring Reign (1984)
- A Taste of Youth (1985)
- Шум небесных птиц (2006)

### Интервью
- Schwartz, Paula. E. Elias Merhige’s Power of Unflinching Belief. MovieMaker Magazine (3 февраля 2007). Дата обращения: 21 июля 2010. Архивировано из оригинала 3 мая 2012 года.
- Scott McDonald. A critical cinema: interviews with independent filmmakers. — University of California Press, 1998. — P. 284—292. — 481 p. — ISBN 9780520209435.